# Aartsbisdom Pescara-Penne
Het aartsbisdom Pescara-Penne (Latijn: Archidiocesis Piscariensis-Pinnensis; Italiaans: Arcidiocesi di Pescara-Penne) is een metropolitaan aartsbisdom van de Katholieke Kerk in Italië, met zetel in Pescara. De aartsbisschop van Pescara-Penne is metropoliet van de kerkprovincie Pescara-Penne waartoe ook het volgende suffragane bisdom behoort:
- Bisdom Teramo-Atri

## Geschiedenis
Het bisdom Pescara werd in de 5e eeuw gesticht. Op 15 maart 1252 werd het samengevoegd met het bisdom Atri en omgedoopt tot bisdom Penne-Atri. In 1949 vond een herinrichting plaats waarbij het bisdom Penne en Pescara ontstond. Dit was een immediatum. Op 2 maart 1982 veranderde de naam nogmaals in Pescara-Penne en tegelijkertijd werd het bisdom door paus Johannes Paulus II verheven tot aartsbisdom met Teramo-Atri als suffragaan bisdom.

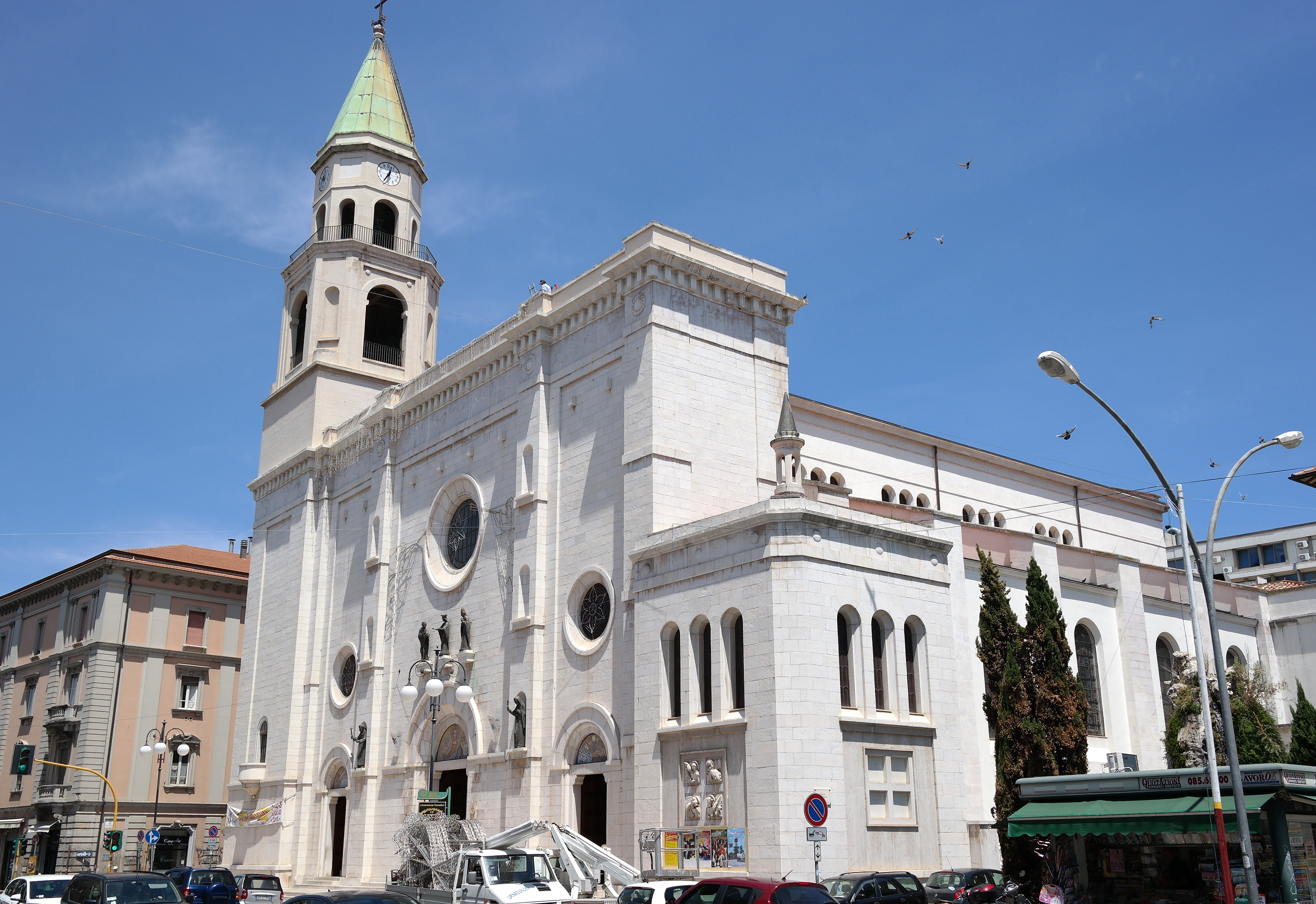
Kathedraal van Pescara
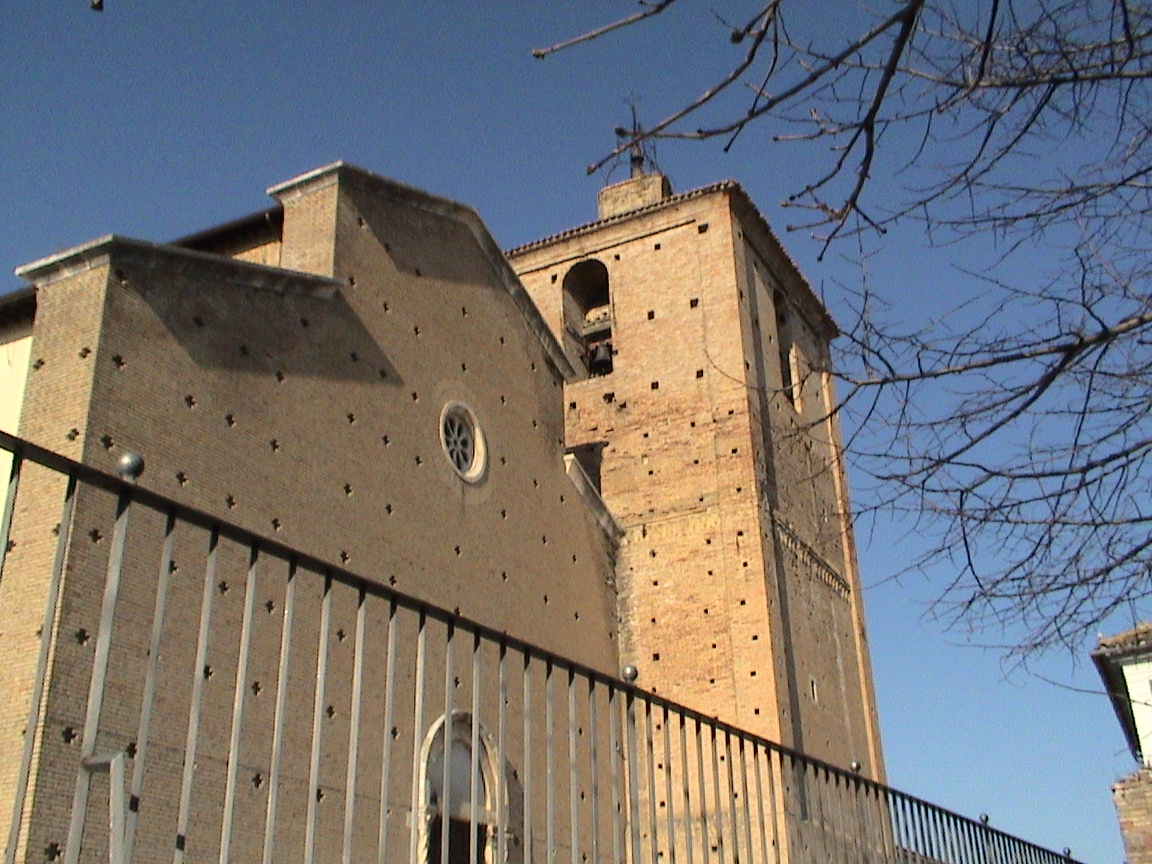
Cokathedraal van Penne